# Harriet Silius
Harriet Margareta Silius, född 25 januari 1948 i Åbo, är en finländsk kvinnoforskare och professor. 
Silius var verksam vid institutionen för kvinnoforskning vid Åbo Akademi från 1990. Efter att ha blivit politices doktor 1992 blev hon föreståndare för nämnda institution 1994 och professor i kvinnoforskning vid Åbo Akademi 1997. Hon var ordförande i den europeiska sammanslutningen för kvinnoforskning (AOIFE) 1999–2003 och redaktör för Nordic Journal of Women's Studies 1996–1999. Av hennes skrifter kan nämnas Den kringgärdade kvinnligheten, att vara kvinnlig jurist i Finland (1992).
Silius var gift med kansliråd Roger Broo, och paret har tre barn.